# Capitán Menganno
Oscar Natalio Lafosse, más conocido por su seudónimo Capitán Menganno, es un superhéroe de la vida real que estuvo activo en la ciudad de Lanús, Argentina.

## Vida
Tras terminar sus estudios terciarios, Lafosse se mudó desde La Matanza a Lanús.  Se desempeñó en el Grupo de Operaciones Especiales de la Policía Federal Argentina bajo el rango de Oficial Subinspector.
Según afirmó públicamente, fue obligado a retirarse como policía en 2002 debido a que había denunciado a sus propios jefes por corrupción, y en represalia le hicieron una imputación falsa. En 2003 fundó una empresa de seguridad privada.

### Actividad como superhéroe
Lafosse comenzó a patrullar las calles de Lanús Este como Capitán Menganno en 2010, ofreciendo consejos de seguridad y ayudando a los vecinos. Con respecto al origen de su nombre, explicó: "Menganno es un anónimo, puede ser cualquiera. Quiero contagiar que nos ayudemos entre nosotros y por eso no muestro la cara ni tengo un nombre fashion".
Según Lafosse, el traje de Capitán Menganno surgió con la intención de llamar la atención sobre el problema del crimen, y representa "la justicia, la seguridad y otras cosas".
En 2011 fue incluido en el libro 125 razones para creer en un mundo mejor de Coca Cola México, como la razón número 48.
En 2013, fundó una Escuela de Superhéroes, con el objetivo de enseñar a los niños a ser buenos y alejarlos de la violencia.

### Intento de asalto
En enero de 2013, Lafosse, estando de civil, sufrió un intento de asalto, y respondió disparando su pistola Glock calibre .40. Debido a que su licencia para portar armas estaba vencida, quedó imputado, y su identidad fue revelada en los medios.
Varios sitios periodísticos informaron que debido a una depresión y tratamiento psiquiátrico causados por el incidente, el Capitán Menganno decidió dejar de patrullar las calles. Sin embargo, Lafosse desmintió la noticia, afirmando que en adelante se dedicaría a ayudar a los perros de la calle.
En 2018 fue objeto de una película titulada Capitán Menganno, protagonizada por Gabriel Goity, y en 2021 participó en el trailer de la serie de Netflix Jupiter's Legacy.